# سعد حسنی
سعد حسنی (انگلیسی: Saad Hosny؛ زادهٔ ۱ ژانویه ۱۹۸۷) بازیکن فوتبال اهل مصر است.
از باشگاه‌هایی که در آن بازی کرده‌است می‌توان به باشگاه ورزشی اسماعیلی اشاره کرد.